# Jardins et arboretum de Trompenburg
Les jardins et arboretum de Trompenburg se situent à Rotterdam, dans la province néerlandaise de Hollande-Méridionale.
Ils forment le jardin botanique et arboretum de la ville.
Ouvert au public depuis 1958, le parc compte environ 4 000 espèces d'arbres, d'arbustes et de plantes vivaces.
Son code d'identification internationale est ROT.